# Арьяна (город)

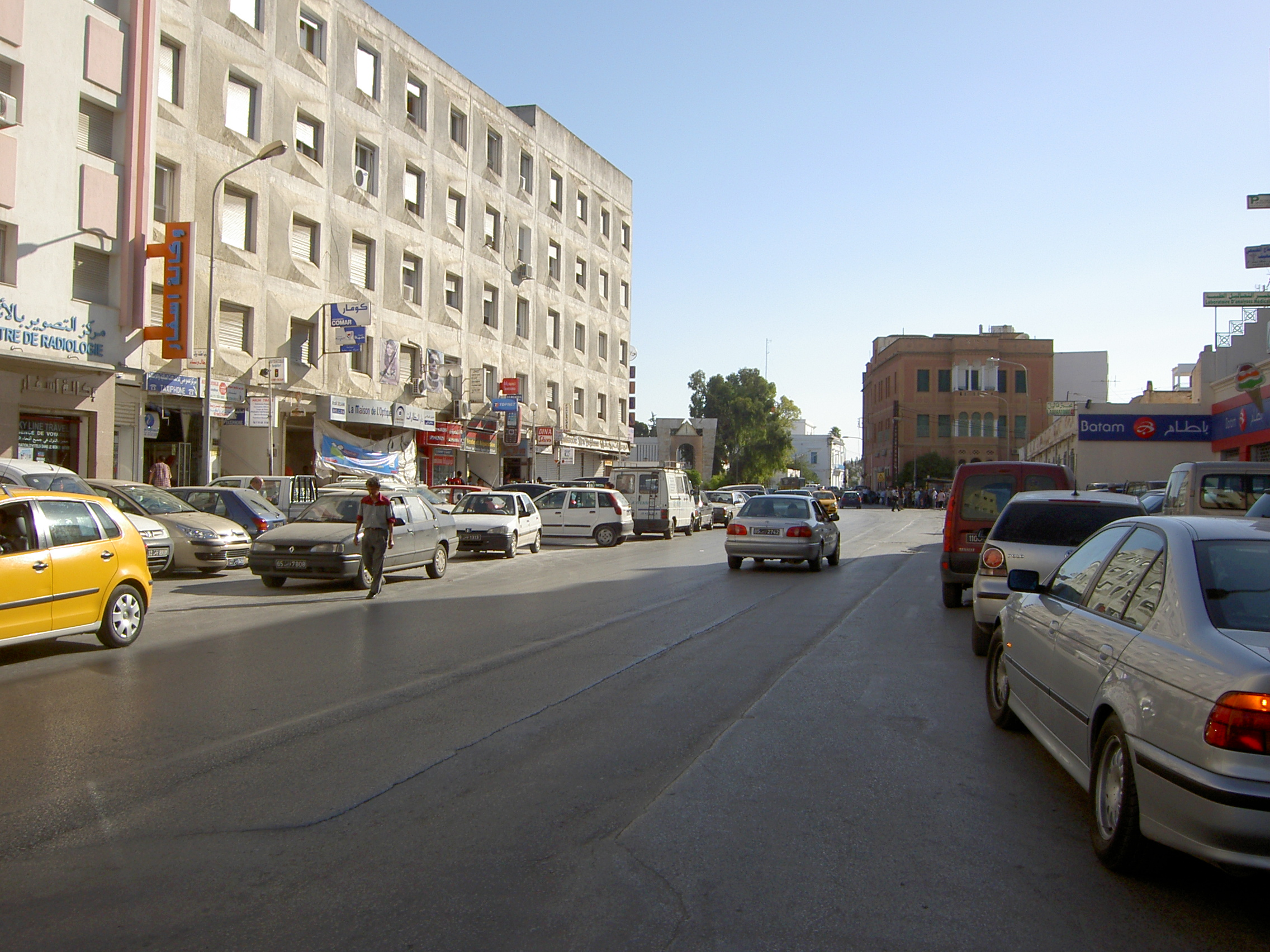
Улица в центре Арьяны

Арьяна (араб. أريانة‎) — город на севере Туниса, административный центр одноимённого вилайета.
В 2004 г. муниципалитет насчитывал 97 687 жителей. Город занимает площадь 18 000 гектаров, и является центром агломерации, покрывающей семь крупных пригородов с населением 160 000 жителей. Расположен недалеко от международного аэропорта Тунис-Карфаген и развалин Карфагена.

## История

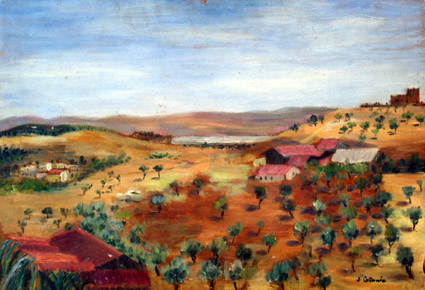
Арьяна на картине начала XX века художника Катании

Название города — не арабское. По всей вероятности, оно отражает вандальский период владычества на побережье Магриба и восходит к лат. ariani (ариане). Авторы начала XVI века указывают, что этот населённый пункт был полон древностями, оставшимися от готов и вандалов. Согласно легенде, город был назван в честь дочери римского генерала, дворец которой располагался в окрестностях.
В окрестностях Арьяны расположен парк Абу-Даби Фихр с рощами и водоёмами для хафсидских принцесс. Тунисские поэты и путешественник Лев Африканский воспевали розы садов Арьяны. Другое напоминание об эпохе Хафсидов — мавзолей Сиди Аммара, могила святого, сражавшегося с крестоносцами, высадившимися в Карфагене в 1270 году.
Хафсидский правитель Абу Абдаллах Мухаммад аль-Мустансир сделал Арьяну важнейшим центром бежавшей от Реконкисты андалусской еврейской и мусульманской аристократии во главе с Зиридами, укрывшейся в Тунисе в XIII веке.
В Ариане также жил Сиди Махрез, считающийся покровителем Туниса.
Муниципалитет Арьяна образован 1 июля 1908 г.
После создания независимого Туниса и вхождения в него Арьяны население города стремительно увеличилось, что привело к высоким темпам жилищного строительства. В результате значительно сократилось число садов и исторических зданий. Среди сохранившихся выделяются:
- Дворец Бен Эйед — средневековое здание, где с 1983 года располагается городской совет.
- Дворец Баккуш — в настоящее время располагается Национальный центр танца.

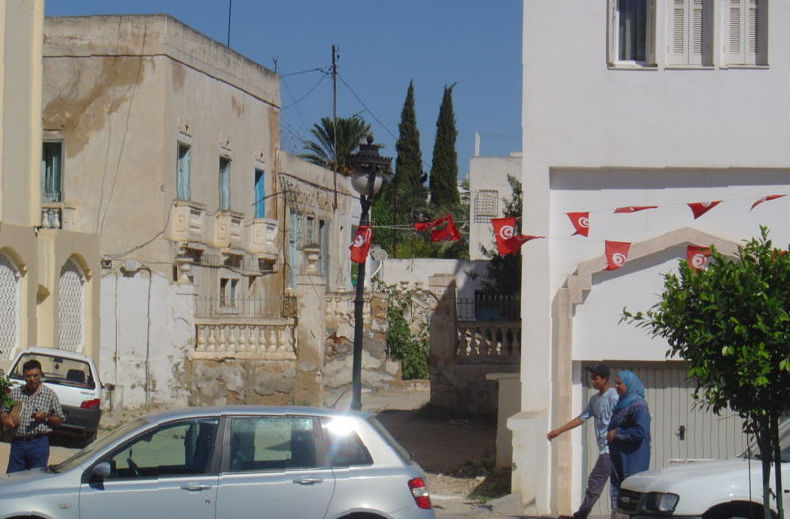
Дворец Зауш

В недавние годы[уточнить] были снесены дворцы Каид Эссебси и Местири и старинная маслодавильня Баккуш, следующим в планах идёт Дворец Зауш, стоящий на выезде из Арьяны в город Тунис.

## Экономика

### Сельское хозяйство
Арьяна традиционно известна сельскохозяйственной продукцией и выращиванием роз.
Розовый сад в парке Бир Бельхассен, покрывает примерно 3000 м². В нём 16 000 розовых кустов и черенков, среди которых 90 % принадлежат сорту «роза ариана», выведенному в 1637 году в Андалусии. Рядом с садом расположена Галерея розы, представляющая исторические, природные и культурные аспекты розы.

### Технополь Эль-Газала
Техноград Эль-Газала в Арьяне — научно-технический и образовательный центр. Здесь расположено Тунисское агентство интернета.
В Эль-Газале идёт подготовка инженеров и программистов. Здесь расположены Высшая школа коммуникаций Туниса и Высший институт технологии коммуникаций.
Здесь проводятся разработки в телекоммуникационной области и делаются разработки для таких предприятий, как Alcatel, Archimed, Bilog и STMicroelectronics; здесь расположены собственные предприятия таких фирм сектора программного обеспечения, телекоммуникаций и Интернета, как Ericsson. Alcatel и его центр развития программных продуктов, являющийся частью Центра исследования и развития Marcoussis, планирует открыть здесь «инкубационную платформу» для внедрения существующих и создания новых разработок в секторе технологий информации и связи.